# Mário Tilico
Mário de Oliveira Costa, detto Mário Tilico (Rio de Janeiro, 23 marzo 1965), è un ex calciatore brasiliano, di ruolo attaccante.

## Caratteristiche tecniche
Giocava come attaccante, ricoprendo il ruolo di ala destra. Era dotato di buona rapidità.

## Carriera

### Club
Crebbe nel settore giovanile del Vasco da Gama, club in cui aveva militato il padre, entrando in prima squadra a vent'anni, disputando sei incontri; fu poi inviato in prestito per un anno al CSA di Maceió. Tornato al Vasco, fu venduto al Náutico, poiché, a causa della contemporanea presenza di Mauricinho in rosa, non riusciva a trovare spazio tra i titolari. Nel club di Recife risaltò particolarmente, arrivando a essere ceduto al San Paolo dell'allenatore Cilinho, che necessitava di un sostituto per Müller, accasatosi al Torino. Il trasferimento, concluso per 140.000.000 di cruzados, si segnalò come il più ingente dell'epoca, nonostante la scarsa notorietà di Mário Tilico. Accompagnato da questa fama, il giocatore fu inizialmente mal sopportato dalla tifoseria del San Paolo, anche per la sua tendenza a complicare giocate apparentemente semplici. Ben presto le prestazioni dell'ala destra fecero ricredere i sostenitori del club, e segnò reti in incontri importanti, come quelli contro Internacional de Limeira, Guarani e Bragantino, e decisivi, come la finale del Campeonato Brasileiro Série A 1991. Inviato in prestito al Cruzeiro, si rese determinante per la vittoria della Supercoppa Libertadores nel 1991. Il Cruzeiro tentò di acquistarlo in via definitiva ma non arrivò a un accordo con la società proprietaria del suo cartellino, il San Paolo. Quando Mário Tilico apprese di essere considerato una riserva dal tecnico Telê Santana, chiese e ottenne di essere ceduto in prestito: così, si trasferì per la prima volta in Europa, al Cadice. L'impatto con il calcio spagnolo fu positivo, con otto reti in quindici incontri, e dopo aver giocato la seconda stagione in serie cadetta con il Marbella, venne acquistato dall'Atlético Madrid. Con la società della capitale iberica giocò un solo incontro prima di essere mandato in patria, in prestito al Fluminense, per disputare il Campionato Carioca 1994. Lasciato il club tricolore carioca, fece ritorno al Cruzeiro, con cui partecipò al Campeonato Brasileiro Série A 1994; in seguito giocò per León (Messico), Braga e União Leiria (Portogallo) e Al-Ittihad (Arabia Saudita) tra il 1995 e il 1998. Tornato nel paese d'origine, chiuse la carriera nel Cabofriense nel 2001.

## Palmarès

### Giocatore

#### Competizioni statali
- Campionato paulista: 1

San Paolo: 1989

#### Competizioni nazionali
- Campionato brasiliano: 1

San Paolo: 1991
- Coppa del Brasile: 1

Juventude: 1999

#### Competizioni internazionali
- Supercoppa Libertadores: 1

Cruzeiro: 1991

#### Individuale
- Equipo Ideal de América: 1

1991